# Пирс, Джордж Фостер
Джордж Фостер Пирс (14 января 1870, Маунт-Баркер — 24 июня 1952, Элвуд) — австралийский политик, который служил сенатором от Западной Австралии с 1901 по 1938 год. Начал свою карьеру в Лейбористской партии, но позже вступил в Национальную рабочую партию, Националистическую партию и партию Объединённой Австралии; он занимал пост министра кабинета министров при премьер-министрах всех четырёх партий.
Прославился на своём посту как «министр обороны от эму», поскольку приказал солдатам уничтожать эму из пулемёта.